# Las mil y una noches (canción)
«Las mil y una noches» es una canción así como el tercer sencillo del grupo por el trío mexicano Flans, extraído de su tercer álbum de estudio Luz y sombra (1987).
La canción es incluida del álbum IIM del año 2002, es compuesta por los autores Mariano Pérez, Carlos Gómez y José Antonio García Morato. La voz principal de la canción es interpretada por Ilse, a coros con Mimi e Ivonne.
El tema fue nuevamente interpretado y versionado por las integrantes de Flans —Ilse, Ivonne y Mimí— durante su gira Tour Flans Primera fila e incluida en el álbum en vivo Primera fila: Flans de 2014, álbum por el cual el grupo musical obtienen disco de oro, y disco de platino por altas ventas en México.Esta canción es considerada una de las más populares y escuchadas de dicha agrupación por algunos medios.